# Dicraeus aberrans
Dicraeus aberrans är en tvåvingeart som beskrevs av Curtis W. Sabrosky 1950. Dicraeus aberrans ingår i släktet Dicraeus och familjen fritflugor.
Artens utbredningsområde är New Mexico. Inga underarter finns listade i Catalogue of Life.